# Miranda Granger
Miranda Layne Granger (Everett, Washington; 13 de abril de 1992) es una artista marcial mixta estadounidense que compite en la división de peso paja.

## Primeros años
Hija de Gordy y Cheryl Granger, nació y se crio en Everett, la capital y la mayor ciudad del condado de Snohomish, en el estado de Washington. Estudió dos años en el instituto Snohomish High School antes de trasladarse al Glacier Peak High School, donde se graduó en 2010. Además de entrenar taekwondo, fue diez veces campeona de fútbol, baloncesto y sóftbol. Después del instituto, Miranda siguió jugando al sóftbol y al baloncesto mientras estudiaba un año en el Everett Community College antes de trasladarse al Bellevue College, donde se centró en el sóftbol.
Después de la universidad, volvió a las artes marciales y comenzó a entrenar kickboxing antes de iniciarse en artes marciales mixtas.

## Carrera de artes marciales mixtas

### Comienzos
Granger hizo su debut profesional el 25 de agosto de 2017, y acumuló un récord de 3-0 antes de que fuera programada para enfrentar a Amy Montenegro por el vacante Campeonato de Peso Paja DFC. Ganó la pelea por una sumisión en la primera ronda.
Posteriormente, tenía programado enfrentarse a Jamie Colleen en CFFC 71, el 14 de diciembre de 2018, en su debut en Cage Fury Fighting Championships. Ganó la pelea por una sumisión en la primera ronda. Más adelante, combatió contra Heloisa Azevedo por el Campeonato inaugural de peso paja de Cage Fury FC el 25 de mayo de 2019. Volvió a vencer, esta vez por sumisión en la primera ronda, extendiendo su racha de finalización a seis peleas consecutivas.
El 3 de septiembre de 2019, se anunció que Granger había firmado con la Ultimate Fighting Championship.

### Ultimate Fighting Championship
Granger hizo su debut en la UFC en peso mosca contra Hannah Goldy el 3 de agosto de 2019 en UFC on ESPN: Covington vs. Lawler. Ganó la pelea por decisión unánime.
Granger hizo su regreso al peso paja el 21 de diciembre de 2019 en UFC on ESPN+ 23 como reemplazo por lesión de Veronica Macedo contra Amanda Lemos. Perdió la pelea por sumisión técnica.
Granger se enfrentó a Ashley Yoder el 14 de noviembre de 2020 en UFC Fight Night: Felder vs. dos Anjos. Perdió la pelea por decisión unánime.
Luchó contra Cory McKenna el 6 de agosto de 2022 en UFC on ESPN 40. perdió la pelea por estrangulamiento de hombro en la segunda ronda.
Después de su derrota, se anunció que Granger ya no estaba en la lista de UFC.

## Vida personal
Granger está casada con el también artista marcial mixto Kaden Barish desde 2016.

## Récord en artes marciales mixtas
| Resultado | Récord | Oponente        | Método                              | Evento                                       | Fecha                    | Ronda | Tiempo | Localización  |
| --------- | ------ | --------------- | ----------------------------------- | -------------------------------------------- | ------------------------ | ----- | ------ | ------------- |
| Derrota   | 7–3    | Cory McKenna    | Sumisión (Von Flue choke)           | UFC on ESPN: Santos vs. Hill                 | 6 de agosto de 2022      | 2     | 1:03   | Las Vegas     |
| Derrota   | 7–2    | Ashley Yoder    | Decisión (unánime)                  | UFC Fight Night: Felder vs. dos Anjos        | 14 de noviembre de 2020  | 3     | 5:00   | Las Vegas     |
| Derrota   | 7–1    | Amanda Lemos    | Sumisión técnica (rear-naked choke) | UFC Fight Night: Edgar vs. The Korean Zombie | 21 de diciembre de 2019  | 1     | 3:43   | Busan         |
| Victoria  | 7–0    | Hannah Goldy    | Decisión (unánime)                  | UFC on ESPN: Covington vs. Lawler            | 3 de agosto de 2019      | 3     | 5:00   | Newark        |
| Victoria  | 6–0    | Heloisa Azevedo | Sumisión (guillotine choke)         | Cage Fury Fighting Championships 75          | 25 de mayo de 2019       | 1     | 0:41   | Coachella     |
| Victoria  | 5–0    | Jamie Colleen   | Sumisión (armbar)                   | Cage Fury Fighting Championships 71          | 14 de diciembre de 2018  | 1     | 2:11   | Atlantic City |
| Victoria  | 4–0    | Amy Montenegro  | Sumisión (guillotine choke)         | Dominate Fighting Championship 2             | 15 de septiembre de 2018 | 1     | 2:45   | Tacoma        |
| Victoria  | 3–0    | Jamie Thorton   | TKO                                 | COGA 61: Rumble on the Ridge 41              | 21 de abril de 2018      | 2     | 2:51   | Snoqualmie    |
| Victoria  | 2–0    | Ivana Coleman   | Sumisión (rear-naked choke)         | COGA 60: Summer Showdown 3                   | 17 de febrero de 2018    | 1     | 4:29   | Tulalip Bay   |
| Victoria  | 1–0    | Nikki Lowe      | Sumisión (armbar)                   | COGA 58: Summer Showdown 4                   | 25 de agosto de 2017     | 1     | 2:30   | Tulalip Bay   |